# Besser als Du
Besser als Du ist eine deutsche Filmkomödie aus dem Jahr 2015. Die zwei Hauptfiguren und Zwillingsbrüder Matthias Pretschke und Tom Senger werden von Christoph Maria Herbst gespielt. Der Film wurde erstmals am 17. April 2015 im deutschen Fernsehen ausgestrahlt.

## Handlung
Matthias Pretschke ist Logopäde, verheiratet und Vater zweier Kinder. Die Ehe mit seiner Frau Petra droht in die Brüche zu gehen. Unerwartet taucht sein Zwillingsbruder Tom Senger auf und wird sogleich von Petra mit ihrem Mann verwechselt. Die beiden Zwillingsbrüder nutzen die Situation, um sich gegenseitig unter die Arme zu greifen, indem sie zeitweise in die Rolle des anderen schlüpfen. Tom, der von Beruf Schauspieler ist, findet Gefallen an seiner neuen Rolle, und Petra entdeckt neue Seiten an „ihrem Mann“. Matthias wiederum muss „als Tom“ mit dessen enttäuschter Schauspielkollegin und Ex-Freundin Pola zurechtkommen. Schlussendlich erhalten sowohl das Ehe- und Familienleben von Matthias als auch die berufliche und private Situation von Tom neuen Schwung.

## Drehorte in Köln
- Pretschkes Praxis war in der Bonifazstraße 22
- Als Heim der Pretschkes diente ein Wohnhaus im Roteichenweg. Dasselbe Haus diente auch als Kulisse der Serie Morgen hör ich auf.
- Die Kneipe, in der sich die Brüder Pretschke treffen, war der „Weißer Holunder“ in der Gladbacher Straße 48
- Die Theater-Szenen wurden im „Freies Werkstatt Theater Köln“ im Zugweg 10 gedreht
- Das Hotel, in dem Pretschke sein Stelldichein mit Pola hat, war der „Europäische Hof“ am Appellhofplatz 31
- Petra Pretschkes Foto-Atelier war in der Goltsteinstraße 34

## Kritik
„Zwischen leicht verklemmt und locker-flockig spielt Herbst allerlei Facetten seines komödiantischen Talents aus, ohne in seine Fremdschäm-Paraderolle 'Stromberg' zu verfallen.“

„Der Schauspieler Christoph Maria Herbst kann am Besten den Stromberg. Jetzt übernimmt er in einer Verwechslungskomödie gleich zwei Rollen und darf auch ein wenig Loriot zeigen. Das ist lustig.“

„(…) Das hat Wortwitz und Situationskomik. Timing und Dialogführung sitzen ebenfalls. Und während man noch lacht – denn man lacht tatsächlich und fühlt sich gut unterhalten – laufen im Hintergrund bereits mahlend die Mühlen moralisierender Problembewältigung an. Der spielerische Gang durchs Spiegelkabinett stößt an seine dramaturgische Grenze.“

„Dass unter der Regie von Isabelle Kleefeld, die mit Sein gutes Recht zuletzt einen quälenden unterhaltungspädagogischen Demenzfilm vorlegte, eine vergnügliche Veranstaltung entsteht, verdankt sich vor allem zweierlei: einem in seiner Doppelrolle glänzend aufgelegten Christoph Maria Herbst, der mühelos den Anzugträger mit Brillentick wie den tätowierten Berufsjugendlichen gibt. Und einem Ensemble, das die sprachspielerischen, ganz auf Timing setzenden Dialoge routiniert umsetzt, ohne in Comedy-Gehampel zu verfallen. Mehr braucht es nicht für eine gefällige Vorstellung, die ihre besten Momente dann hat, wenn sie kleine, absurde Alltäglichkeiten in den Blick nimmt.“